# 本杰明·霍尼戈尔德
本杰明·霍尼戈尔德船长（英語：Benjamin Hornigold，1680年—1719年），或称本·霍尼戈尔德，又譯班傑明·荷尼戈德，是一名18世纪的英国海盗。他的海盗生涯从1713年开始，直到1718年结束，他專門搶奪非英國籍的船。之后他被英國特赦，並收編成为了一名海盗猎手，受巴哈马总督之命开始追捕以前的同伴。1719年飓风季期间，他的坐舰不幸触礁失事，本人也因此而丧命。

## 早年生涯
霍尼戈尔德的早年生活已不可考。根据其本人所称，他出身于英国的诺福克郡，那里是他的姓氏（Hornigold或者Hornagold）出现的地方。如果所言为实，他最早可能在以金斯林或者大雅茅斯为母港的船上工作。他的第一次有记录的海盗行为发生在1713到1714年之间的冬季。当时他派遣一艘单桅纵帆船和几条独木舟在新普罗维登斯及其首府拿骚的海岸附近袭击来往的商船。 到了1717年，霍尼戈尔德已经拥有一艘装备有30门火炮的单桅纵帆船，并将其命名为流浪者号。她可能是当时在那一带活动的船只中武器装备最为齐全的。这艘船让霍尼戈尔德能够在袭击其他船只的同时将自己的损失降到最小。
在这段时期，霍尼戈尔德的副手是爱德华·蒂奇。他日后亦当上了海盗，被人们称为黑胡子。当霍尼戈尔德换乘至流浪者号时，他便让蒂奇代替自己指挥他之前所搭乘的帆船。在1717年春季，这两名海盗连续袭击了三艘商船。首先是一艘携带着120桶面粉前往哈瓦那的商船，其次是载有烈酒的百慕大帆船，第三艘船则是从马德拉出发的携带有白葡萄酒的葡萄牙商船。
1717年3月，霍尼戈尔德袭击了一艘由南卡罗来纳州总督派遣至巴哈马旨在抓捕海盗的武装商船。后者的船员们将船只搁浅在卡特岛上，从而幸免于难。该船船长之后报告说霍尼戈尔德的舰队规模已经扩大至5艘船只以及总共350名船员。
被袭击的船只的乘客往往把霍尼戈尔德描述为一名绅士而不是罪犯。例如，有记录显示霍尼戈尔德曾经在洪都拉斯附近海域袭击过一艘单桅纵帆船。而据被俘船只的一名乘客回忆，“他们没有伤害我们，只是把我们的帽子拿走了。他们说，这是因为他们前一天晚上喝醉了的缘故。至于他们自己的帽子则被他们丢下了海。”

## 被推翻并接受特赦
虽然霍尼戈尔德在海上拥有强悍的实力，但是他却很小心地避开悬挂着英国国旗的船只，不去袭击他们。这显然是霍尼戈尔德为自己留下的一条后路，他可以给自己辩护说自己只是在进行针对英国在西班牙王位继承战争中的敌国船只的私掠行为。这种保守小心的做法引起了他手下船员的不满。于是在1717年11月，船员们发起了公投。他们决定以后将会袭击任何船只，不论对象来自哪一个国家。霍尼戈尔德不满意这个决定，船员们便将他罢免了。当时，爱德华·蒂奇正在指挥霍尼戈尔德的另一艘船，所以他很有可能直到两艘船再一次会合才得知这次“叛乱”，他们两人可能便自此分道扬镳。蒂奇再次回到加勒比海域活动，而霍尼戈尔德则在新普罗维登斯和他剩下的一艘小帆船以及其船员一起苦苦挣扎，继续以拿骚为根据地袭击船只。他的海盗活动一直持续到1717年12月，当他得知国王宣布将给与所有海盗特赦为止。于是在1718年1月，霍尼戈尔德便前往牙买加接受当地总督的特赦。之后他便成为了巴哈马新总督伍兹·罗杰斯手下的一名海盗猎手。

## 海盗猎手
罗杰斯同意了霍尼戈尔德希望获得特赦的请求，但要求他出发追捕其他的海盗，包括他的前任助理蒂奇。在之后的18个月内，霍尼戈尔德的船驶遍了整个巴哈马群岛，只为了查尔斯·范恩、斯蒂德·邦尼特以及棉布杰克等几名海盗。在1718年12月，罗杰斯总督写信给伦敦的贸易委员会对霍尼戈尔德的表现给与肯定和赞扬。罗杰斯认为他追捕自己以前的海盗同伴的行为能够挽救他海盗生涯累积起来的坏名声。

## 死亡
1719年下半叶，霍尼戈尔德的船在新普罗维登斯与墨西哥之间的海域附近遇上了风暴，并因此撞上了附近的暗礁。这次事件在查尔斯·约翰逊船长稍后出版的《海盗通史》中亦有记载。在书中，约翰逊记载道：“在一次航行中……霍尼戈尔德船长——另一名著名的海盗——的船只在远离陆地的地方撞上了石头。他不幸失去了性命，但他的五名部下利用一只独木舟成功逃生，并最终获救。”而船只失事的具体位置至今仍然不明。